# Nantucket
Nantucket je otok koji se nalazi u američkoj saveznoj državi Massachusetts. Otok je smješten na sjeveroistočnoj obali SAD-a, 48 km južno od Cape Coda i istočno od otoka Martha’s Vineyard. Administrativno ovaj otok, zajedno s obližnjim otocima Tuckernuck i Muskeget čini grad i okrug Nantucket koji su upravno objedinjeni. Grad i otok od 18. stoljeća poznati su po kitolovu, a danas po kulturnoj i turističkoj važnosti.

## Povijest
Najstarije englesko naselje u ovom području bilo je na otoku Martha's Vineyard. Izvorni stanovnici otoka Nantucketa bili su Wampanoag Indijanci koji su na otoku neometano živjeli do 1641. kada su engleske vlasti otok ustupili trgovcu Thomasu Mayhewu koji je osnovao prvo englesko naselje na Martha's Vineyardu. Sve do 1691. Nantucket je bio dio okruga Dukes u Provinciji New York, nakon čega je postao dio Provincije Massachusetts Bay gdje je odvojen u zaseban okrug. Kada su Europljani počeli naseljavati Cape Cod, Nantucket je postao oaza lokalnih Indijanca, jer otok još nisu naselili europski doseljenici.

Englezi su otok počeli naseljavati 1659. kada je Thomas Mayhew prodao ovaj teritorij skupini investitora pod vodstvom Tristrama Coffina. Oko 1700. na otoku je živjelo oko 300 bijelaca i 800 Indijanaca. Otok je u ovo vrijeme postao značajan po lovu na kitove. U svom slavnom djelu Moby Dick u ovom kontekstu Nantucket spominje Herman Melville. Likovi Ahab i Starbuck su oboje s Nantucketa. Do 1850. izlov kitova je opao, te je New Bedford po značaju premašio Nantucket. Otok prolazi teško ekonomsko razdoblje kojem je još više pridonio veliki požar 1846. koji je zbog velikih zaliha kitovog ulja i drva uništio glavni grad. U ovom razdoblju mnogi ljudi napuštaju otok.
Zbog iseljavanja, otok je ostao nerazvijen i izoliran sve do sredine 20. stoljeća. Zbog izolacije mnoge stare građevine koje datiraju iz razdoblja prije Američkog građanskog rata su očuvane. U 1950-ima investitori kupuju veliki dio posjeda na otoku te ih obnavljaju za turističke svrhe.
U 1960-ima Nantucket i Martha's Vineyard pokušali su se odcijepiti od Massachusettsa. Glasovanje 1977. o izdvajanju iz te savezne države pokrenula je reforma ustava države Massachusetts kojom je smanjen broj predstavnika ovih otoka na Vrhovnom sudu Massachusettsa.

## Indijanci
Prastanovnici otoka su algonquinski Indijanci koji su se sastojali od nekoliko lokalnih skupina i sela koja su pripadala konfederaciji Wampanoag. Među njihovim imenima Lee Sultzman spominje nazive Miacomit, Nantucket, Polpis, Sasacackeh, Shaukimmo, Siasconsit, Squam (Pennacook), Talhanio i Tetaukimmo. Swanton navodi imena Miacomit, Podpis, Quays, Sassacacheh, Shaukimmo, Siasconsit, Squam, Talhanio, Tetaukimmo, Toikiming, i dvije bande čija imena nisu poznata.
Hodge govori da su na otoku živjela dva nezavisna plemena, neprijateljski raspoložena jedno prema drugom, jedni su živjeli na zapadnom dijelu otoka na kojega su pristigli s kopna preko Martha's Vineyarda. Drugi su živjeli na istočnom dijelu otoka, a na njega su doošli direktno s kopna. Imali su nekoliko sela a polulacija je iznosila oko 1500 u jednom naselju (1642.). Godine 1763. ostalo ih je 358, od kojih je dvije trećine pomrlo do sljedeće zime. Godine 1792 ima ih još 20 od kojih je do 1809 ostalo dvoje ili troje punokrvnih i nekoliko mješanaca. Posljednji Indijanci s Nantucketa bili su muškarac Abram Quary, koji je umro 1854. i žena Dorcas Honorable, umrla 1855.
Hodge od njihovih sela navodi imena Shimmoah, Tetaukimmo, Shaukimmo, Quayz, Podpis, Squam, Sasacacheh,  Siaconsit i Miacomet.

## Zemljopis
Okrug Nantucket s površinom od 786 km2 najmanji je okrug u saveznoj državi Massachusetts a 84,25% okuga čini voda. Površina samog otoka Nantucketa je 124 km2. Trokut mora između Nantucketa, Martha's Vineyarda i Cape Coda naziva se Nantucket Sound. Najviši vrh otoka je Folger Hill (33 m), a drugi po visini je Altar Rock (33 m) koji je samo 2-3 cm niži.
Uz otok Nantucket, gradu i okrugu pripadaju i otoci Tuckernuck i Muskeget. Glavno naselje na otoku također se naziva Nantucket i nalazi se na zapadnom dijelu luke gdje izlazi na Nantucket Sound. Ostala naselja na otoku su Madaket, Surfside, Polpis, Wauwinet, Massachusetts, Miacomet i Siasconset.

## Stanovništvo
Prema popisu stanovništva iz 2010. u Nantucketu je živjelo 10.172 stanovnika. Popis 2000. zabilježio je 9.520 i 3.699 kućanstava. Rasni sastav stanovništva je sljedeći: 87,85% bijelci, 8,29% crnci, 0,64% azijati, 0,04% oceanijski Amerikanci, 0,01% Indijanci, 1,60% pripadnici drugih rasa, te 1,58% pripadnici jedne ili više rasa. 19,9% je irskog, 17,1% engleskog, 7,2% talijanskog, 6,1% portugalskog, 6,0% njemačkog, te 5,1% francuskog podrijetla. Kao materinskim jezikom 92,6% služi se engleskim, 4,1% španjolskim, te 1,6% francuskim jezikom.

## Turizam
Nantucket je vrlo popularno turističko odredište i jedna od ljetnih kolonija Nove Engleske. Preko ljeta broj stanovnika naraste na preko 50 tisuća. Cijeli otok pokriva Povijesni okrug Nantucket koji je od 1966. označen kao nacionalna povijesna znamenitost. Ovo je najveći ovakav okrug u SAD-u. Na otoku se nalazi najveća koncentracija građevina izgrađenih prije Američkog građanskog rata u SAD-u. Ovdje je i najstarija funkcionirajuća vjetrenjača u SAD-u.

## Prijevoz
Na južnom dijelu otoka nalazi se zračna luka Nantucket Memorial Airport s tri piste. Ovo je vrlo prometna zračna luka koju se većinom koristi za privatne zrakoplove čiji vlasnici imaju odmorišta na otoku.
Za javni prijevoz na otoku brine se Nantucket Regional Transit Authority koja upravlja mrežom autobusnih linija. Na otoku je nekad postojala željeznica koja je ukinuta 1917. godine.
Morskim putem do otoka je moguće doći privatnim brodom ili jednom od tri trajektne linije.

## Vanjske poveznice
- (engl.)Povijesno udruženje Nantucketa
- (engl.)"Nantucket.net", otočni portal
- (engl.)Vodič za posjetitelje Nantucketa
- (engl.)Službena stranica grada i okruga  Arhivirana inačica izvorne stranice od 28. travnja 2010. (Wayback Machine)